# Ngaparou
Ngaparou (ou N'gaparu) est une localité côtière de l'ouest du Sénégal (à environ 80 km de Dakar), située dans le département de Mbour et la région de Thiès, sur la Petite-Côte, non loin de Saly Portudal.
Les habitants de cette région côtière sont principalement des Lébous et des Sérères. Dans un pays majoritairement musulman, on perçoit ici la présence de communautés catholiques (églises, missions). Voir l'église de Nguering à 5 km.
Le village a été érigé en commune en juillet 2008.

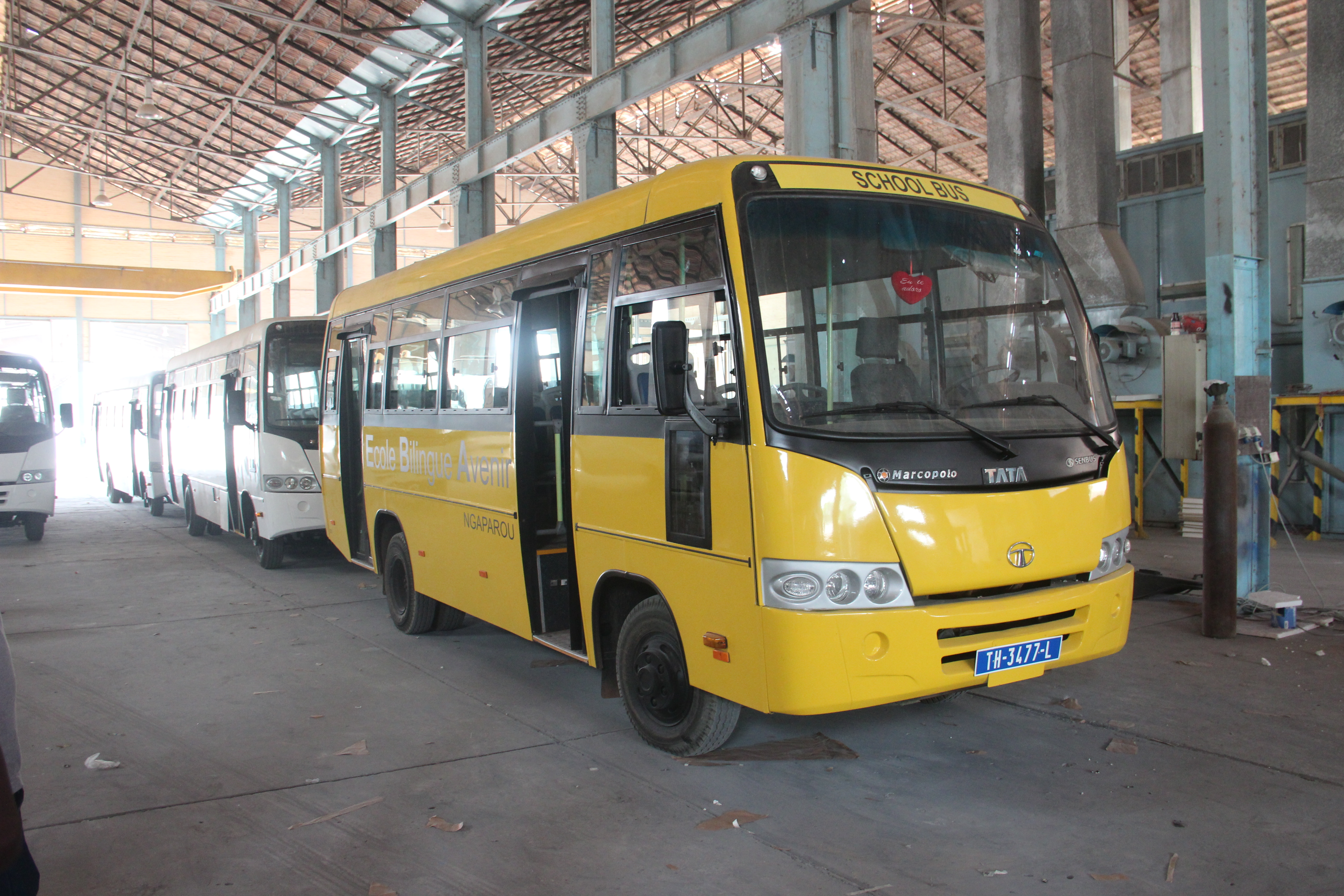
Bus scolaires à Ngaparou.

Selon une source officielle, la ville de Ngaparou comptait 5 735 habitants et 654 ménages avant la création de la commune. Aujourd'hui, la commune compte, d'après la mairie plus de 15 000 âmes.
À vol d'oiseau, les localités les plus proches sont:  Somone, Nguering, Saly et Ndiorokh.
L'économie de Ngaparou repose sur la pêche, l'artisanat, le commerce et le tourisme, l'agriculture ne représente qu'une petite partie des ressources de la ville.
C'est un village de pêcheurs qui s'est ouvert au tourisme au début du XXIe siècle grâce à ses larges plages et son climat.[réf. nécessaire]
Ngaparou est une ville sans grands immeubles (depuis 2017 il y a trois immeubles de 4 ou 5 étages au centre-ville), sans complexes hôteliers, sa capacité d’accueil touristique réside essentiellement dans un ensemble de villas de particuliers en locations très prisés. La raison évoquée est l'hostilité de la population face au tourisme de masse, source de dérive.